# Kometnik-Jorgići
Kometnik-Jorgići – wieś w Chorwacji, w żupanii virowiticko-podrawskiej, w gminie Voćin. W 2011 roku liczyła 26 mieszkańców.